# Смарт, Дон
Дональд Роддингтон (Дон) Смарт (англ. Donald Roddington (Don) Smart, 7 января 1942, Таунгу, Британская Бирма) — австралийский хоккеист (хоккей на траве), нападающий. Серебряный призёр летних Олимпийских игр 1968 года, бронзовый призёр летних Олимпийских игр 1964 года.

## Биография
Дон Смарт родился 7 января 1942 года в бирманском городе Таунгу (сейчас в Мьянме).
Играл в хоккей на траве за «Саут Перт Кометс» из Западной Австралии.
В 1964 году вошёл в состав сборной Австралии по хоккею на траве на Олимпийских играх в Токио и завоевал бронзовую медаль. Играл на позиции нападающего, провёл 8 матчей, забил 1 мяч в ворота сборной Японии.
В 1968 году вошёл в состав сборной Австралии по хоккею на траве на Олимпийских играх в Мехико и завоевал серебряную медаль. Играл на позиции нападающего, провёл 10 матчей, забил 4 мяча (два в ворота сборной Кении, по одному — Аргентине и Нидерландам).
В 1972 году вошёл в состав сборной Австралии по хоккею на траве на Олимпийских играх в Мюнхене, занявшей 5-е место. Играл на позиции нападающего, провёл 9 матчей, забил 1 мяч в ворота сборной Мексики.